# Salvia blancoana
Salvia blancoana là một loài thực vật có hoa trong họ Hoa môi. Loài này được Webb & Heldr. miêu tả khoa học đầu tiên năm 1850.